# Acetobacteria
Las acetobacterias o bacterias del ácido acético comprenden un grupo de bacilos Gram-negativos, móviles, que presentan un metabolismo aerobio capaces de realizar fermentación homoacética, lo cual se basa en la capacidad para convertir lactato en acetato, importante en el proceso metanogénico anaeróbico cuando el lactato es un metabolito principal intermediario, permitiendo que otros organismos como las arqueas metanogénicas en ecosistemas no marinas produzcan metano, un gas invernadero mucho más efectivo que el CO2 que es producido no solo por bacterias anaerobias sino plantas también. Estas bacterias realizan una oxidación incompleta de alcoholes, produciendo una acumulación de ácidos orgánicos como productos finales al oxidar hidrógeno y reducir dióxido de carbono a ácido acético utilizando la vía Wood Ljungdahl, que permite el uso de CO2 como aceptor de electrones durante su crecimiento heterótrofico como autotrófico. Cuando el sustrato es etanol, se produce ácido acético, un compuesto que puede actuar como microbicida en la mayoría de las bacterias ya que puede penetrar por las membranas celulares, causando la acidificación citoplasmica alterando el gradiente de protones en las células susceptibles, de ahí deriva el nombre corriente con el que se conocen estas bacterias. Una propiedad de este tipo de microorganismos es su alta tolerancia a la acidez, debido a que tienen un transportador de etilo impulsado por el gradiente de protones que se comporta como un transportador simporte de protones electroneutral para la forma aniónica del ácido, permitiendo que la mayoría de las cepas puedan crecer a pH inferiores a 5. Esta tolerancia al ácido resulta esencial para que un organismo produzca grandes cantidades de ácido. Las bacterias del ácido acético son un conjunto heterogéneo, que comprende organismos con flagelación perítrica o polar.
Los organismos con flagelación polar están relacionados con las Pseudomonas, de las que difieren principalmente por su tolerancia al ácido y por su incapacidad de oxidar completamente los alcoholes. Estos organismos están incluidos actualmente en el género Gluconobacter. El género Acetobacter comprende los organismos con flagelación perítrica. Además, Acetobacter es capaz de oxidar hasta dióxido de carbono el ácido acético que produce, al contrario de Gluconobacter.
En la producción industrial de vinagre se emplean cultivos de bacterias del ácido acético. El acetato producido por éstas y por los homoacetógenos también se usa (en forma de sal de calcio) para fundir el hielo de las carreteras en invierno.